# Yuta Koike
Yuta Koike (Japans: 小池 裕太, Koike Yūta) (Tochigi, 6 november 1996) is een Japans voetballer die sinds januari 2022 uitkomt voor Yokohama F. Marinos.

## Carrière
Koike genoot zijn opleiding bij FC Anhelo Utsunomiya, Albirex Niigata en de Ryutsu Keizai Universiteit. In 2016 trok hij op huurbasis naar Kashima Antlers, waar hij op 18 mei 2016 zijn officiële debuut maakte in het eerste elftal: in de J.League Cup kreeg hij een basisplaats tegen Shonan Bellmare.
In augustus 2018 maakte Koike de overstap naar de Belgische eersteklasser Sint-Truidense VV, die sinds 2017 in Japanse handen was en waar met Takehiro Tomiyasu, Takahiro Sekine en Wataru Endo al drie Japanse spelers rondliepen. Later dat seizoen kwamen er met Daichi Kamada en Kosuke Kinoshita nog eens twee landgenoten bij.
In tegenstelling tot de meeste van zijn landgenoten, slaagde Koike er niet in om door te breken bij STVV. Begin september liep hij tijdens een oefenwedstrijd tegen Oud-Heverlee Leuven een enkelblessure op die hem bijna twee maanden aan de kant hield. In maart 2019 leende STVV hem voor de rest van het kalenderjaar uit aan zijn ex-club Kashima Antlers. Vervolgens maakte Koike definitief de overstap naar Cerezo Osaka.